# Aphaenogaster foreli
Aphaenogaster foreli is een mierensoort uit de onderfamilie van de Myrmicinae. De wetenschappelijke naam van de soort is voor het eerst geldig gepubliceerd in 1995 door Cagniant.